# تاتونی
تاتونی (به لاتین: Tatonu یا Tatoni) یک منطقه مسکونی در جمهوری آذربایجان است که در شهرستان لریک واقع شده است.

## جمعیت
تاتونی ۱۰۲ نفر جمعیت دارد.

## ریشه واژه
تات در زبان تالشی به‌معنی گرم و هونی به‌معنی گرم است و تاتونی یعنی چشمه گرم یا چشمه آبگرم.